# Ultramarinbischof

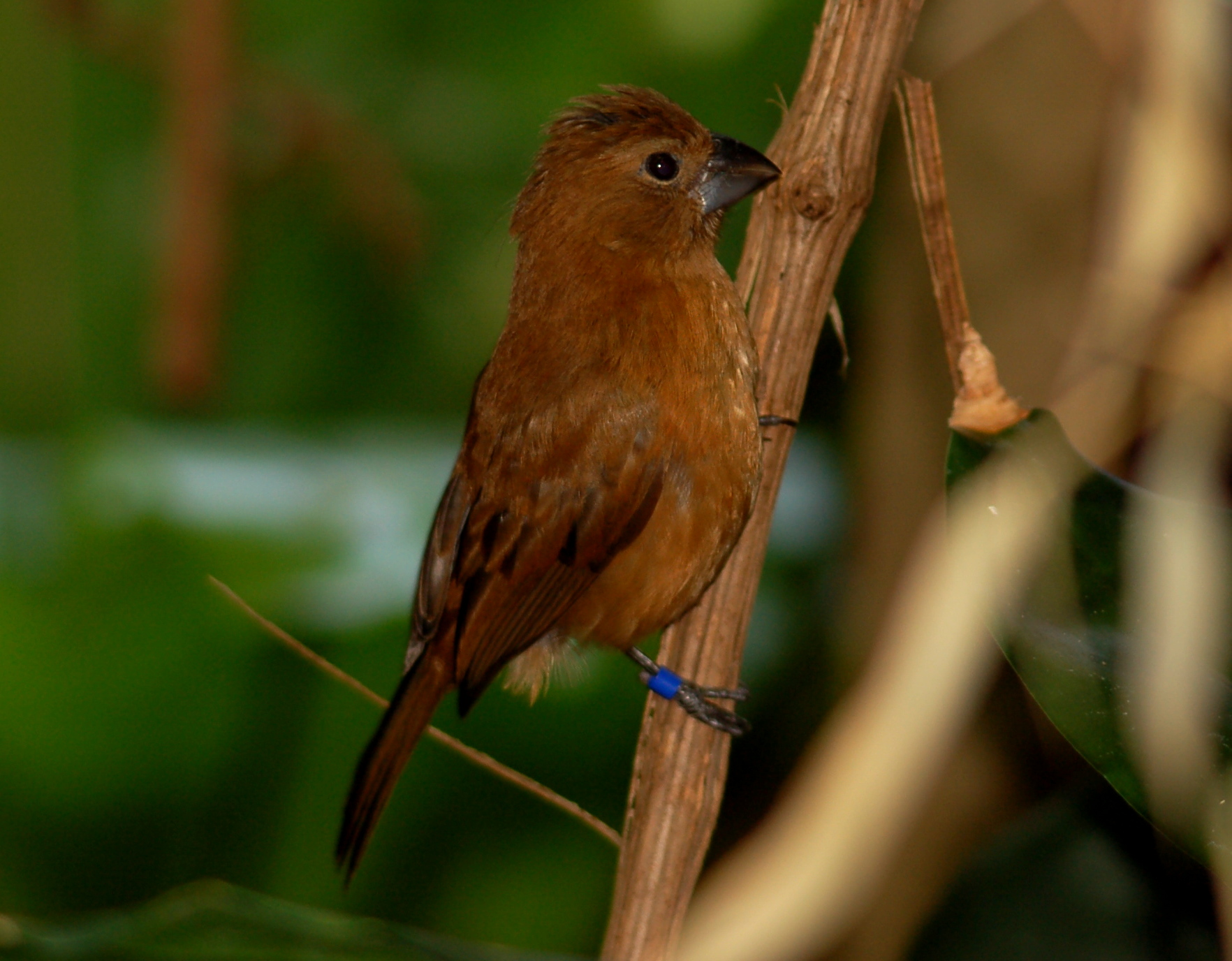
Ultramarinbischof (Weibchen)

Der Ultramarinbischof (Cyanocompsa brissonii), auch Dunkelblauer Bischof, ist ein südamerikanischer Singvogel aus der Familie der Kardinäle.

## Beschreibung
Der Ultramarinbischof erreicht eine Länge von 13 bis 16 cm. Das Männchen hat ein dunkelblaues Federkleid mit einem schwarzen Stirnstreif. Neben schwarzen Zügeln verfügt das Männchen zudem über eine schwarze Umrandung des Unterschnabels. Der Oberkopf, die Wangen und die kleinen Flügeldecken sind hingegen hell-kobaltblau. Die großen Flügeldecken sowie Schwanz- und Schwungfedern weisen eine schwarze Farbe mit dunkelblauen Säumen auf, während die dunkelblaue Farbe des Bauches zur Bauchmitte und den Unterschwanzdecken fast schwarz wird. Der männliche Ultramarinbischof besitzt dunkelbraune Augen, schwarzbraune Füße und einen fast schwarzen Oberschnabel. Der Unterschnabel ist zur Basis hin hingegen mehr blaugrau. 
Das Weibchen des Ultramarinbischofs hat an der Oberseite ein braunes Federkleid, der Kopf und die Unterseite weisen eine dunkle ocker- bis rotbraune Färbung auf. Die Flügeldecken, Schwingen und der Schwanz sind schwarzbraun und weisen ockerbraune Säume auf. Der Schnabel des Weibchens ist grau-braun. Die Jungvögel des Ultramarinbischofs ähneln den Weibchen, das braune Gefieder weist jedoch eine hellere Farbe auf. 

## Verbreitung und Lebensraum
Der Ultramarinbischof kommt in weiten Teilen Südamerikas vor. Er lebt im Westen Kolumbiens und im Norden Venezuelas. Weitere Vorkommen bestehen im Osten Brasiliens von Fortaleza bis Ost-Bolivien, in Paraguay und im nördlichen Argentinien. Als Lebensraum bevorzugt der paarweise oder in kleinen Trupps lebende Ultramarinbischof buschdurchsetztes Grasland, lichten Wald oder Waldränder. Zudem besiedelt er Flussufer und Weideland.

## Interne Systematik
Vom Ultramarinbischof wurden fünf Unterarten beschrieben:
- Cyanocompsa brissonii argentinia
- Cyanocompsa brissonii caucae
- Cyanocompsa brissonii cyanea
- Cyanocompsa brissonii minor
- Cyanocompsa brissonii sterrea